# Golden Gala 2011
Golden Gala 2011 – mityng lekkoatletyczny, który odbył się 26 maja na Stadio Olimpico w Rzymie. Zawody były trzecią odsłoną prestiżowej Diamentowej Ligi.
Wynik zwyciężczyni konkursu rzutu dyskiem kobiet – Chorwatki Sandry Perković (65,56) został anulowany z powodu dopingu.

## Rezultaty

### Mężczyźni
| Konkurencja:               | 1. miejsce        | Rezultat | 2. miejsce            | Rezultat | 3. miejsce             | Rezultat |
| Bieg na 100 m              | Usain Bolt        | 9,91     | Asafa Powell          | 9,93     | Christophe Lemaitre    | 10,00    |
| Bieg na 200 m              | Andrew Howe       | 20,31    | Marvin Anderson       | 20,49    | Rondel Sorrillo        | 20,68    |
| Bieg na 400 m              | Chris Brown       | 45,16    | Jermaine Gonzales     | 45,43    | Jonathan Borlée        | 45,53    |
| Bieg na 800 m              | Khadevis Robinson | 1:45,09  | Mbulaeni Mulaudzi     | 1:45,50  | Mohammad Al-Azemi      | 1:45,52  |
| Bieg na 5000 m             | Imane Merga       | 12:54,21 | Isiah Kiplangat Koech | 12:54,59 | Vincent Kiprop Chepkok | 12:55,29 |
| Bieg na 400 m przez płotki | L.J. van Zyl      | 47,91    | David Greene          | 48,24    | Angelo Taylor          | 48,66    |
| Skok o tyczce              | Renaud Lavillenie | 5,82     | Malte Mohr            | 5,72     | Maksym Mazuryk         | 5,62     |
| Trójskok                   | Phillips Idowu    | 17,59    | Christian Olsson      | 17,29    | Alexis Copello         | 17,14    |
| Pchnięcie kulą             | Dylan Armstrong   | 21,60    | Tomasz Majewski       | 21,20    | Reese Hoffa            | 21,13    |
| Sztafeta 4 × 100 m         | Kanada            | 38,65    | Włochy                | 38,89    | Niemcy                 | 39,09    |

### Kobiety
| Konkurencja:                  | 1. miejsce           | Rezultat | 2. miejsce          | Rezultat | 3. miejsce               | Rezultat |
| Bieg na 200 m                 | Bianca Knight        | 22,64    | Kerron Stewart      | 22,74    | Debbie Ferguson-McKenzie | 22,76    |
| Bieg na 400 m                 | Allyson Felix        | 49,81    | Amantle Montsho     | 50,47    | Francena McCorory        | 50,70    |
| Bieg na 1500 m                | Maryam Yusuf Jamal   | 4:01,60  | Meskerem Assefa     | 4:02,12  | Gelete Burka             | 4:03,28  |
| Bieg na 3000 m z przeszkodami | Milcah Chemos Cheywa | 9:12,89  | Sofia Assefa        | 9:15,04  | Habiba Ghribi            | 9:20,33  |
| Bieg na 100 m przez płotki    | Dawn Harper          | 12,70    | Kellie Wells        | 12,73    | Danielle Carruthers      | 12,80    |
| Skok wzwyż                    | Blanka Vlašić        | 1,95     | Levern Spencer      | 1,92     | Melanie Melfort          | 1,92     |
| Skok w dal                    | Brittney Reese       | 6,94     | Funmi Jimoh         | 6,87     | Éloyse Lesueur           | 6,64     |
| Rzut dyskiem                  | Yarelis Barrios      | 64,18    | Nadine Müller       | 63,17    | Li Yanfeng               | 62,55    |
| Rzut oszczepem                | Marija Abakumowa     | 65,40    | Christina Obergföll | 63,97    | Barbora Špotáková        | 63,32    |

## Rekordy
Podczas mityngu ustanowiono 1 krajowy rekord w kategorii seniorów:
| Zawodnik     | Reprezentacja | Konkurencja                   | Rezultat |
| ------------ | ------------- | ----------------------------- | -------- |
| Sofia Assefa | Etiopia       | bieg na 3000 m z przeszkodami | 9:15,04  |

Etiopka Birtukan Adamu ustanowiła wynikiem 9:20,37 rekord świata juniorek w biegu na 3000 metrów z przeszkodami.